# Prosopocera angolensis
Prosopocera angolensis là một loài bọ cánh cứng trong họ Cerambycidae.